# Le Fauga
Le Fauga est une commune française située dans le centre du département de la Haute-Garonne, en région Occitanie. Sur le plan historique et culturel, la commune est dans le Pays toulousain, qui s’étend autour de Toulouse le long de la vallée de la Garonne, bordé à l’ouest par les coteaux du Savès, à l’est par ceux du Lauragais et au sud par ceux de la vallée de l’ Ariège et du Volvestre.
Exposée à un climat océanique altéré, elle est drainée par la Garonne, la Louge, le ruisseau du Rabé et par divers autres petits cours d'eau. La commune possède un patrimoine naturel remarquable : un site Natura 2000 (« Garonne, Ariège, Hers, Salat, Pique et Neste »), un espace protégé (« la Garonne, l'Ariège, l'Hers Vif et le Salat ») et trois zones naturelles d'intérêt écologique, faunistique et floristique.
Le Fauga est une commune rurale qui compte 2 509 habitants en 2022, après avoir connu une forte hausse de la population depuis 1975. Elle appartient à l'unité urbaine du Fauga et fait partie de l'aire d'attraction de Toulouse. Ses habitants sont appelés les Faugatiens ou  Faugatiennes.

## Géographie

### Localisation
La commune du Fauga se trouve dans le département de la Haute-Garonne, en région Occitanie.
Elle se situe à 26 km à vol d'oiseau de Toulouse, préfecture du département, et à 8 km de Muret, sous-préfecture.
Les communes les plus proches sont : 
Mauzac (2,4 km), Lavernose-Lacasse (2,7 km), Saint-Hilaire (3,2 km), Montaut (4,5 km), Noé (5,0 km), Beaumont-sur-Lèze (5,4 km), Eaunes (5,5 km), Longages (6,4 km).
Sur le plan historique et culturel, Le Fauga fait partie du pays toulousain, une ceinture de plaines fertiles entrecoupées de bosquets d'arbres, aux molles collines semées de fermes en briques roses, inéluctablement grignotée par l'urbanisme des banlieues.
Le Fauga est limitrophe de six autres communes.
| Saint-Hilaire     | Muret    |                   |
| Lavernose-Lacasse | du Fauga | Beaumont-sur-Lèze |
| Noé               | Mauzac   |                   |

### Géologie et relief
La commune est établie sur la première terrasse de la Garonne dans sa partie rive gauche et sa rive droite est surplombée par un talus abrupt qui entaille profondément la molasse de l’ère tertiaire.
La superficie de la commune est de 892 hectares et son altitude varie de 165  à   282 mètres.

### Hydrographie

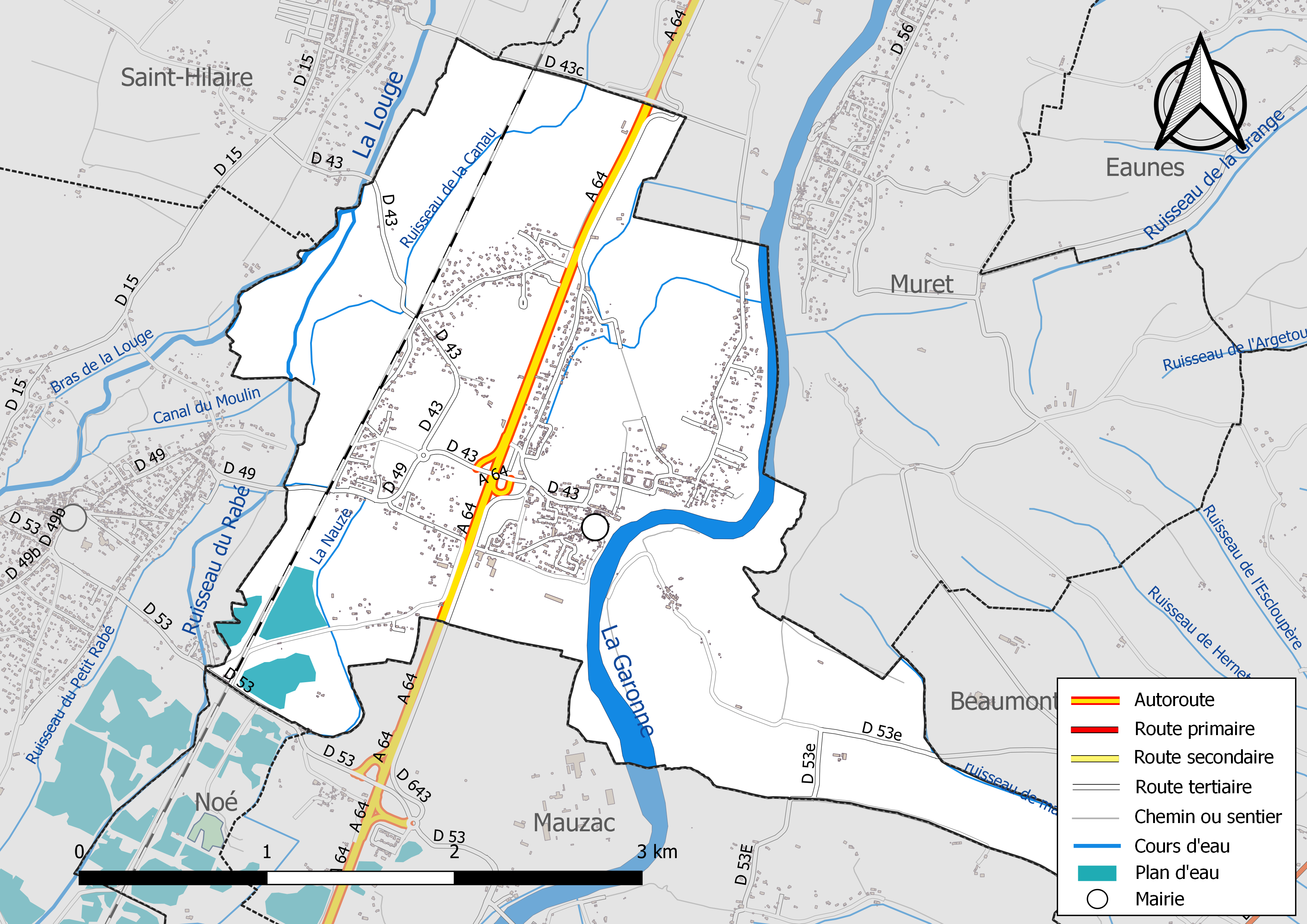
Réseaux hydrographique et routier duFauga.

La commune est dans le bassin de la Garonne, au sein du bassin hydrographique Adour-Garonne. Elle est drainée par la Garonne, la Louge, le ruisseau du Rabé, Canal du Moulin, la Nauze, le ruisseau de la Canau, le ruisseau de mandinelli et par deux petits cours d'eau, constituant un réseau hydrographique de 13 km de longueur totale,.
La Garonne est un fleuve principalement français prenant sa source en Espagne et qui coule sur 529 km avant de se jeter dans l’océan Atlantique.
La Louge, d'une longueur totale de 100 km, prend sa source dans la commune de Villeneuve-Lécussan et s'écoule du sud-ouest vers le nord-est. Elle traverse la commune et se jette dans la Garonne à Muret, après avoir traversé 34 communes.
Le ruisseau du Rabé, d'une longueur totale de 10,3 km, prend sa source dans la commune de Marquefave et s'écoule vers le nord. Il se jette dans la Louge sur le territoire communal, après avoir traversé 5 communes.

### Climat
Pour des articles plus généraux, voir Climat de l'Occitanie et Climat de la Haute-Garonne.
En 2010, le climat de la commune est de type climat du Bassin du Sud-Ouest, selon une étude s'appuyant sur une série de données couvrant la période 1971-2000. En 2020, Météo-France publie une typologie des climats de la France métropolitaine dans laquelle la commune est exposée à un climat océanique altéré et est dans la région climatique Aquitaine, Gascogne, caractérisée par une pluviométrie abondante au printemps, modérée en automne, un faible ensoleillement au printemps, un été chaud (19,5 °C), des vents faibles, des brouillards fréquents en automne et en hiver et des orages fréquents en été (15 à 20 jours).
Pour la période 1971-2000, la température annuelle moyenne est de 13,1 °C, avec une amplitude thermique annuelle de 15,8 °C. Le cumul annuel moyen de précipitations est de 720 mm, avec 9,5 jours de précipitations en janvier et 5,6 jours en juillet. Pour la période 1991-2020, la température moyenne annuelle observée sur la station météorologique la plus proche, située sur la commune de Lherm à 7 km à vol d'oiseau, est de 13,6 °C et le cumul annuel moyen de précipitations est de 620,4 mm,. Pour l'avenir, les paramètres climatiques de la commune estimés pour 2050 selon différents scénarios d'émission de gaz à effet de serre sont consultables sur un site dédié publié par Météo-France en novembre 2022.

### Milieux naturels et biodiversité

#### Espaces protégés
La protection réglementaire est le mode d’intervention le plus fort pour préserver des espaces naturels remarquables et leur biodiversité associée,.
Un  espace protégé est présent sur la commune : 
« la Garonne, l'Ariège, l'Hers Vif et le Salat », objet d'un arrêté de protection de biotope, d'une superficie de 1 658,7 ha.

#### Réseau Natura 2000

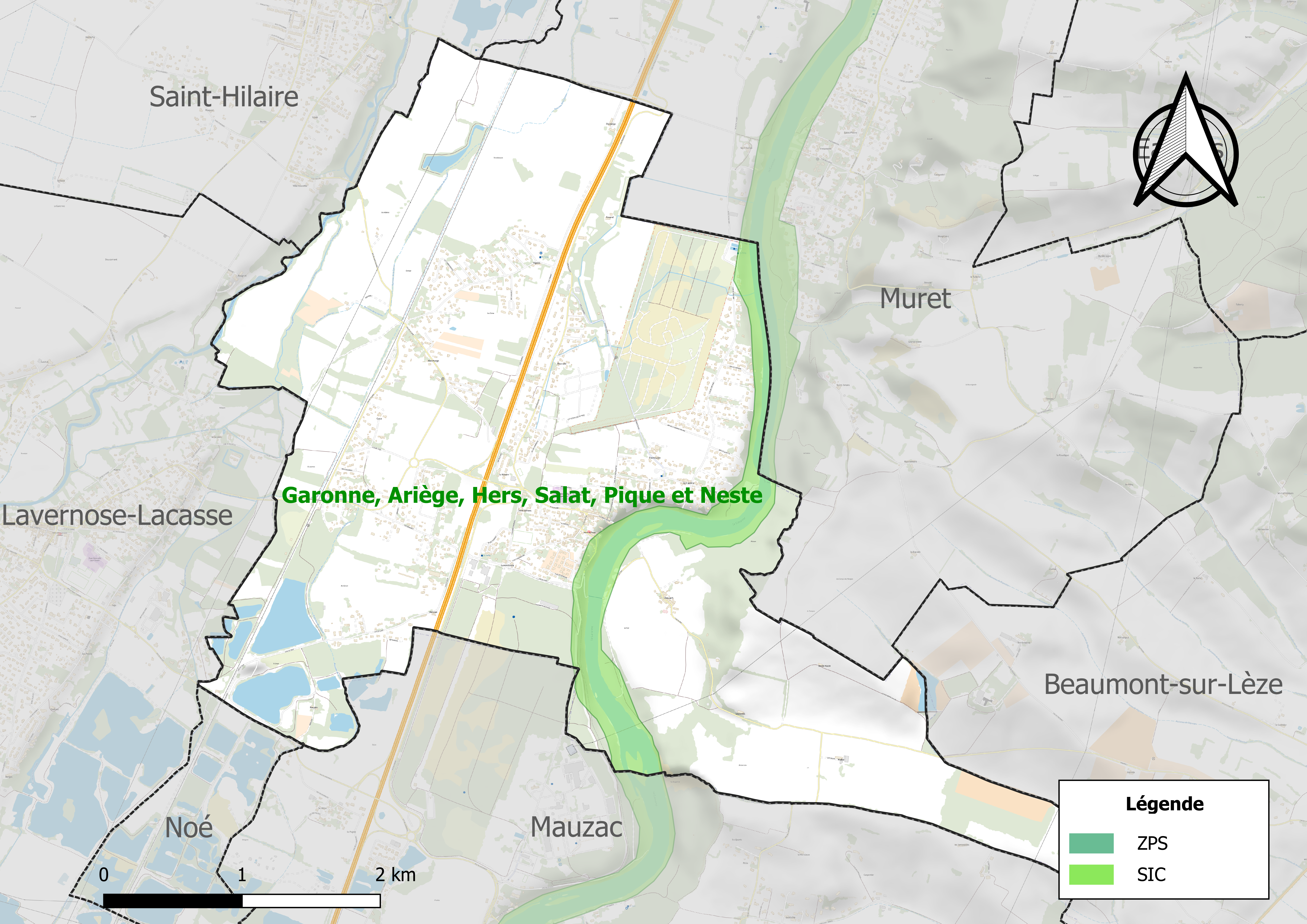
Site Natura 2000 sur le territoire communal.

Le réseau Natura 2000 est un réseau écologique européen de sites naturels d'intérêt écologique élaboré à partir des directives habitats et oiseaux, constitué de zones spéciales de conservation (ZSC) et de zones de protection spéciale (ZPS).
Un site Natura 2000 a été défini sur la commune au titre de la directive habitats : « Garonne, Ariège, Hers, Salat, Pique et Neste », d'une superficie de 9 581 ha, un réseau hydrographique pour les poissons migrateurs (zones de frayères actives et potentielles importantes pour le Saumon en particulier qui fait l'objet d'alevinages réguliers et dont des adultes atteignent déjà Foix sur l'Ariège.

#### Zones naturelles d'intérêt écologique, faunistique et floristique

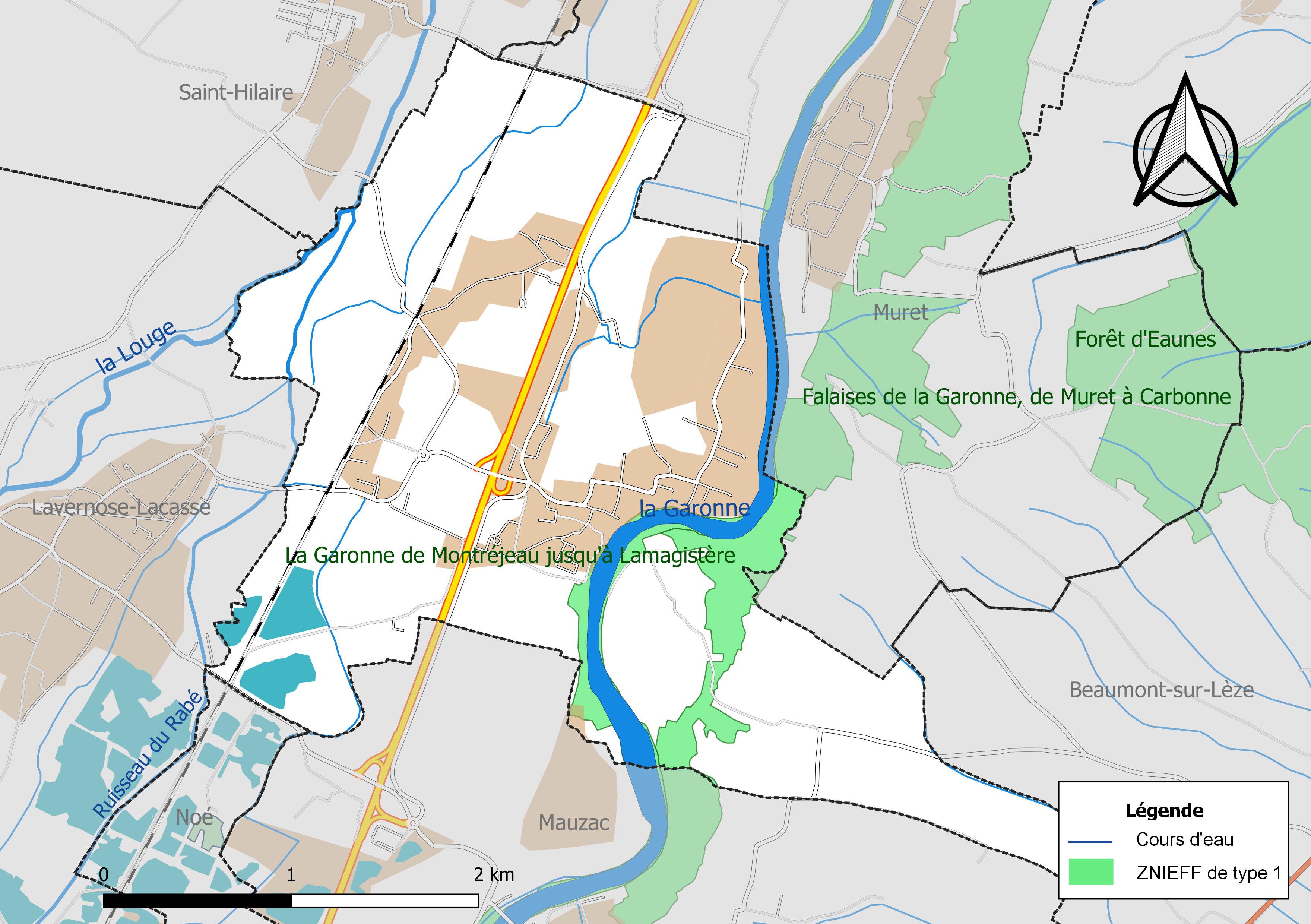
Carte des ZNIEFF de type 1 localisées sur la commune.

L’inventaire des zones naturelles d'intérêt écologique, faunistique et floristique (ZNIEFF) a pour objectif de réaliser une couverture des zones les plus intéressantes sur le plan écologique, essentiellement dans la perspective d’améliorer la connaissance du patrimoine naturel national et de fournir aux différents décideurs un outil d’aide à la prise en compte de l’environnement dans l’aménagement du territoire.
Deux ZNIEFF de type 1 sont recensées sur la commune :
les « falaises de la Garonne, de Muret à Carbonne » (525 ha), couvrant 8 communes du département et 
« la Garonne de Montréjeau jusqu'à Lamagistère » (5 075 ha), couvrant 92 communes dont 63 dans la Haute-Garonne, trois en Lot-et-Garonne et 26 en Tarn-et-Garonne
et une ZNIEFF de type 2, : 
« la Garonne et milieux riverains, en aval de Montréjeau » (6 874 ha), couvrant 93 communes dont 64 dans la Haute-Garonne, trois en Lot-et-Garonne et 26 en Tarn-et-Garonne.

## Urbanisme

### Typologie
Au 1er janvier 2024, Le Fauga est catégorisée bourg rural, selon la nouvelle grille communale de densité à sept niveaux définie par l'Insee en 2022.
Elle appartient à l'unité urbaine de Le Fauga, une unité urbaine monocommunale constituant une ville isolée,. Par ailleurs la commune fait partie de l'aire d'attraction de Toulouse, dont elle est une commune de la couronne,. Cette aire, qui regroupe 527 communes, est catégorisée dans les aires de 700 000 habitants ou plus (hors Paris),.

### Occupation des sols
L'occupation des sols de la commune, telle qu'elle ressort de la base de données européenne d’occupation biophysique des sols Corine Land Cover (CLC), est marquée par l'importance des territoires agricoles (63 % en 2018), en diminution par rapport à 1990 (76,5 %). La répartition détaillée en 2018 est la suivante : 
zones agricoles hétérogènes (34,6 %), terres arables (28,4 %), zones urbanisées (18,1 %), milieux à végétation arbustive et/ou herbacée (6,9 %), eaux continentales (6,9 %), forêts (5 %), zones industrielles ou commerciales et réseaux de communication (0,2 %). L'évolution de l’occupation des sols de la commune et de ses infrastructures peut être observée sur les différentes représentations cartographiques du territoire : la carte de Cassini (XVIIIe siècle), la carte d'état-major (1820-1866) et les cartes ou photos aériennes de l'IGN pour la période actuelle (1950 à aujourd'hui).

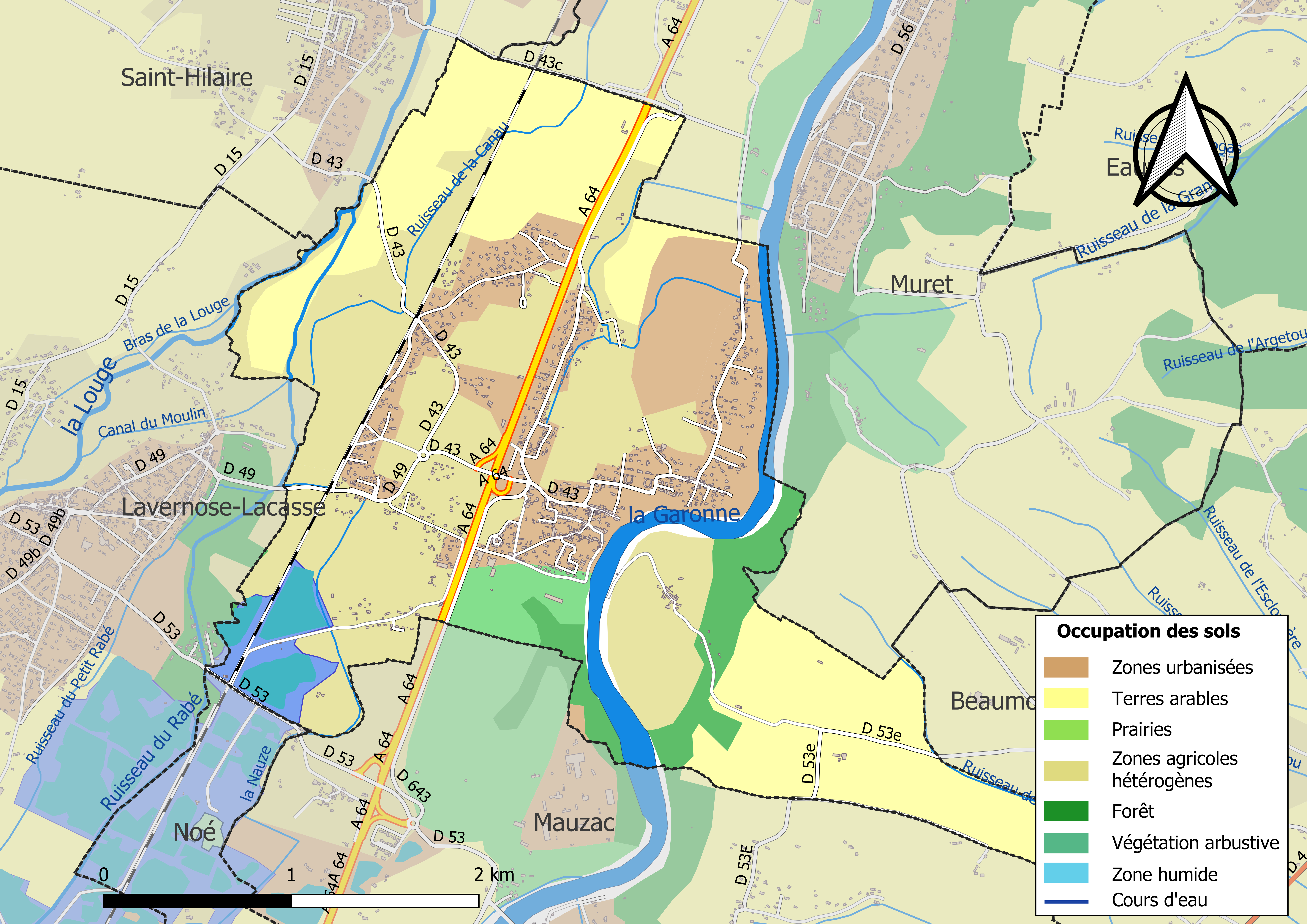
Carte des infrastructures et de l'occupation des sols de la commune en 2018 (CLC).

### Morphologie urbaine
La commune comprend un habitat assez dense et dispersé entre la Garonne et la ligne ferroviaire de Toulouse à Bayonne.

### Logement
L'urbanisation croissante s'explique par la périurbanisation due à la proximité de Toulouse, Le Fauga faisant partie de son aire urbaine.

### Voies de communication et transports
Accès par l'A64 sortie  32.
La ligne 313 du réseau Tisséo relie la commune à la gare de Muret, en correspondance avec la ligne D vers Toulouse-Matabiau, la ligne 359 du réseau Arc-en-Ciel relie la commune à la gare routière de Toulouse depuis Montesquieu-Volvestre, et la ligne 380 relie la commune à la gare routière de Toulouse également depuis Cazères.
La gare du Fauga, située sur le territoire de la commune, est desservie par des TER Occitanie effectuant des liaisons entre Toulouse-Matabiau, Tarbes et Pau.

### Risques naturels et technologiques
Le Fauga est située sur une zone à risque d'inondation limité en bordure de la Garonne rupture de barrage ou du Ruisseau du Rabé crue et mouvement de terrain.
La commune est également concernée par un risque de séisme de 1/5 (très faible).
Munitions datant de la Seconde Guerre mondiale encore enfouie en 2021 sur le site de l'ancienne poudrerie,.

## Toponymie
En occitan gascon, le nom de la commune est Le Haugar, ce qui signifie en français "La Fougeraie"

## Histoire
Pendant la Seconde Guerre mondiale, un camp de concentration (camp de Noé) a été créé à cheval sur le territoire des communes de Noé, Le Fauga et de Mauzac.
Voir aussi : 

## Héraldique
| Blason de Fauga (Le) | Blason  | Écartelé: au 1er d’azur à la colline de sinople posée sur une rivière d’azur, à la barque d’or chargée d’un batelier debout de carnation, vêtu d’azur et de sable et tenant une gaffe du même, brochant sur le tout, au 2e d’or à trois sapins arrachés de sinople, au 3e d’or à la branche de hêtre de sinople posée en pal, au 4e d’azur à la colline de sinople, à l’église d’or brochante, essorée de gueules, au clocher mur croiseté et ouvert de trois pièces du champ, chacune chargée d’une cloche de sable. |
| Blason de Fauga (Le) | Détails | Le statut officiel du blason reste à déterminer. |

## Politique et administration

### Administration municipale
Le nombre d'habitants au recensement de 2017 étant compris entre 1 500 habitants et 2 499 habitants, le nombre de membres du conseil municipal pour l'élection de 2020 est de dix-neuf,.

### Rattachements administratifs et électoraux
Commune faisant partie de la septième circonscription de la Haute-Garonne, du Muretain Agglo et du canton de Muret.
Pour l’élection des députés, la commune fait partie de la septième circonscription de la Haute-Garonne, représentée depuis 2017 par Élisabeth Toutut-Picard (LREM).

### Liste des maires
| Période                                  | Période   | Identité           | Étiquette | Qualité |
| ---------------------------------------- | --------- | ------------------ | --------- | --- |
| Les données manquantes sont à compléter. |           |                    |           | |
| vers 1898                                | ?         | Honoré Leygue      | Rad.      | Fonctionnaire puis agriculteur et viticulteur Député de la Haute-Garonne (1898 → 1907) Sénateur de la Haute-Garonne (1907 → 1924) Conseiller général de Muret (1898 → 1928) |
| Les données manquantes sont à compléter. |           |                    |           | |
| mars 1971                                | mars 1977 | M. Rouanet         |           | |
| mars 1977                                | mars 1983 | Jean Bergès        |           | |
| Les données manquantes sont à compléter. |           |                    |           | |
| 1991                                     | mars 2014 | Jean-Claude Cambus | PS        | Retraité |
| mars 2014                                | mai 2020  | Mario Isaïa        | PS        | Employé de la CPAM retraité, ancien premier adjoint |
| mai 2020                                 | En cours  | Jean-Marie Puig    |           | Cadre comptable retraité, ancien adjoint |

## Population et société

### Démographie
| 1793 | 1800 | 1806 | 1821 | 1831 | 1836 | 1841 | 1846 | 1851 |
| ---- | ---- | ---- | ---- | ---- | ---- | ---- | ---- | ---- |
| 473  | 487  | 485  | 487  | 567  | 604  | 622  | 620  | 584  |

| 1856 | 1861 | 1866 | 1872 | 1876 | 1881 | 1886 | 1891 | 1896 |
| ---- | ---- | ---- | ---- | ---- | ---- | ---- | ---- | ---- |
| 589  | 588  | 568  | 510  | 516  | 478  | 504  | 502  | 478  |

| 1901 | 1906 | 1911 | 1921 | 1926 | 1931 | 1936 | 1946 | 1954 |
| ---- | ---- | ---- | ---- | ---- | ---- | ---- | ---- | ---- |
| 505  | 481  | 444  | 430  | 401  | 374  | 384  | 382  | 425  |

| 1962 | 1968 | 1975 | 1982 | 1990 | 1999  | 2004  | 2006  | 2009  |
| ---- | ---- | ---- | ---- | ---- | ----- | ----- | ----- | ----- |
| 424  | 489  | 546  | 708  | 889  | 1 099 | 1 402 | 1 551 | 1 750 |

| 2014  | 2019  | 2022  | - | - | - | - | - | - |
| ----- | ----- | ----- | - | - | - | - | - | - |
| 1 960 | 2 089 | 2 509 | - | - | - | - | - | - |

| selon la population municipale des années : | 1968 | 1975 | 1982 | 1990 | 1999 | 2006 | 2009 | 2013 |
| Rang de la commune dans le département      | 166  | 142  | 136  | 139  | 124  | 115  | 112  | 107  |
| Nombre de communes du département           | 592  | 582  | 586  | 588  | 588  | 588  | 589  | 589  |

### Enseignement
Le Fauga fait partie de l'académie de Toulouse.
La commune dispose d'une École maternelle et une école élémentaire.

### Culture
Bibliothèque, salle des fêtes,

### Activités sportives
Football, tennis, chasse, pétanque, Skatepark,

### Écologie et recyclage
La collecte et le traitement des déchets des ménages et des déchets assimilés ainsi que la protection et la mise en valeur de l'environnement se font dans le cadre de la communauté d'agglomération du Muretain.
Sur la commune, il existe une déchèterie.
En 2022 une dépollution de l'ancienne poudrerie est en cours de réalisation.

## Économie

### Revenus
En 2018  (données Insee publiées en septembre 2021), la commune compte 789 ménages fiscaux, regroupant 2 151 personnes. La médiane du revenu disponible par unité de consommation est de 23 300 € (23 140 € dans le département). 56 % des ménages fiscaux sont imposés (55,3 % dans le département).

### Emploi
|                | 2008  | 2013  | 2018  |
| -------------- | ----- | ----- | ----- |
| Commune        | 7,5 % | 7,5 % | 6,4 % |
| Département    | 7,7 % | 9,6 % | 9,3 % |
| France entière | 8,3 % | 10 %  | 10 %  |

En 2018, la population âgée de 15 à 64 ans s'élève à 1 356 personnes, parmi lesquelles on compte 79,5 % d'actifs (73 % ayant un emploi et 6,4 % de chômeurs) et 20,5 % d'inactifs,. Depuis 2008, le taux de chômage communal (au sens du recensement) des 15-64 ans est inférieur à celui de la France et du département.
La commune fait partie de la couronne de l'aire d'attraction de Toulouse, du fait qu'au moins 15 % des actifs travaillent dans le pôle,. Elle compte 222 emplois en 2018, contre 342 en 2013 et 269 en 2008. Le nombre d'actifs ayant un emploi résidant dans la commune est de 999, soit un indicateur de concentration d'emploi de 22,2 % et un taux d'activité parmi les 15 ans ou plus de 66,5 %.
Sur ces 999 actifs de 15 ans ou plus ayant un emploi, 97 travaillent dans la commune, soit 10 % des habitants. Pour se rendre au travail, 91,6 % des habitants utilisent un véhicule personnel ou de fonction à quatre roues, 3,2 % les transports en commun, 3,1 % s'y rendent en deux-roues, à vélo ou à pied et 2,2 % n'ont pas besoin de transport (travail au domicile).

### Activités hors agriculture

#### Secteurs d'activités
137 établissements sont implantés  au Fauga au 31 décembre 2019. Le tableau ci-dessous en détaille le nombre par secteur d'activité et compare les ratios avec ceux du département,.
| Secteur d'activité                                                                                        | Commune | Commune | Département |
| Secteur d'activité                                                                                        | Nombre  | %       | %           |
| --- | ------- | ------- | ----------- |
| Ensemble                                                                                                  | 137     | 100 %   | (100 %)     |
| Industrie manufacturière, industries extractives et autres                                                | 5       | 3,6 %   | (5,7 %)     |
| Construction                                                                                              | 40      | 29,2 %  | (12 %)      |
| Commerce de gros et de détail, transports, hébergement et restauration                                    | 21      | 15,3 %  | (25,9 %)    |
| Information et communication                                                                              | 3       | 2,2 %   | (4,1 %)     |
| Activités financières et d'assurance                                                                      | 2       | 1,5 %   | (3,8 %)     |
| Activités immobilières                                                                                    | 3       | 2,2 %   | (4,2 %)     |
| Activités spécialisées, scientifiques et techniques et activités de services administratifs et de soutien | 31      | 22,6 %  | (19,8 %)    |
| Administration publique, enseignement, santé humaine et action sociale                                    | 17      | 12,4 %  | (16,6 %)    |
| Autres activités de services                                                                              | 15      | 10,9 %  | (7,9 %)     |

Le secteur de la construction est prépondérant sur la commune puisqu'il représente 29,2 % du nombre total d'établissements de la commune (40 sur les 137 entreprises implantées  au Le Fauga), contre 12 % au niveau départemental.

#### Entreprises et commerces
- Centre ONERA du Fauga-Mauzac, soufflerie expérimentale de l’ONERA : cette installation comporte des souffleries de tailles diverses destinées à étudier l'aérodynamisme des avions et dispose d'une soufflerie hypersonique, hyperenthalpique à arc bref[48]. Un laboratoire de combustion multiphasique et un futur laboratoire (LACOM/PyCoFiRe[49].) pour tester la résistance au feu des matériaux composites[50], dont la mise en service est prévue en 2023[51].
- Ancien siège social d'Air Méditerranée.
- Ancienne poudrerie.

### Agriculture
|               | 1988 | 2000 | 2010 | 2020 |
| ------------- | ---- | ---- | ---- | ---- |
| Exploitations | 17   | 10   | 6    | 4    |
| SAU (ha)      | 471  | 569  | 407  | 70   |

La commune est dans « les Vallées », une petite région agricole consacrée à la polyculture sur les plaines et terrasses alluviales qui s’étendent de part et d’autre des sillons marqués par la Garonne et l’Ariège. En 2020, l'orientation technico-économique de l'agriculture  sur la commune est la culture de fleurs et/ou horticulture diverse. Quatre exploitations agricoles ayant leur siège dans la commune sont dénombrées lors du recensement agricole de 2020 (17 en 1988). La superficie agricole utilisée est de 70 ha,,.

## Culture locale et patrimoine

### Lieux et monuments
- La Halle.

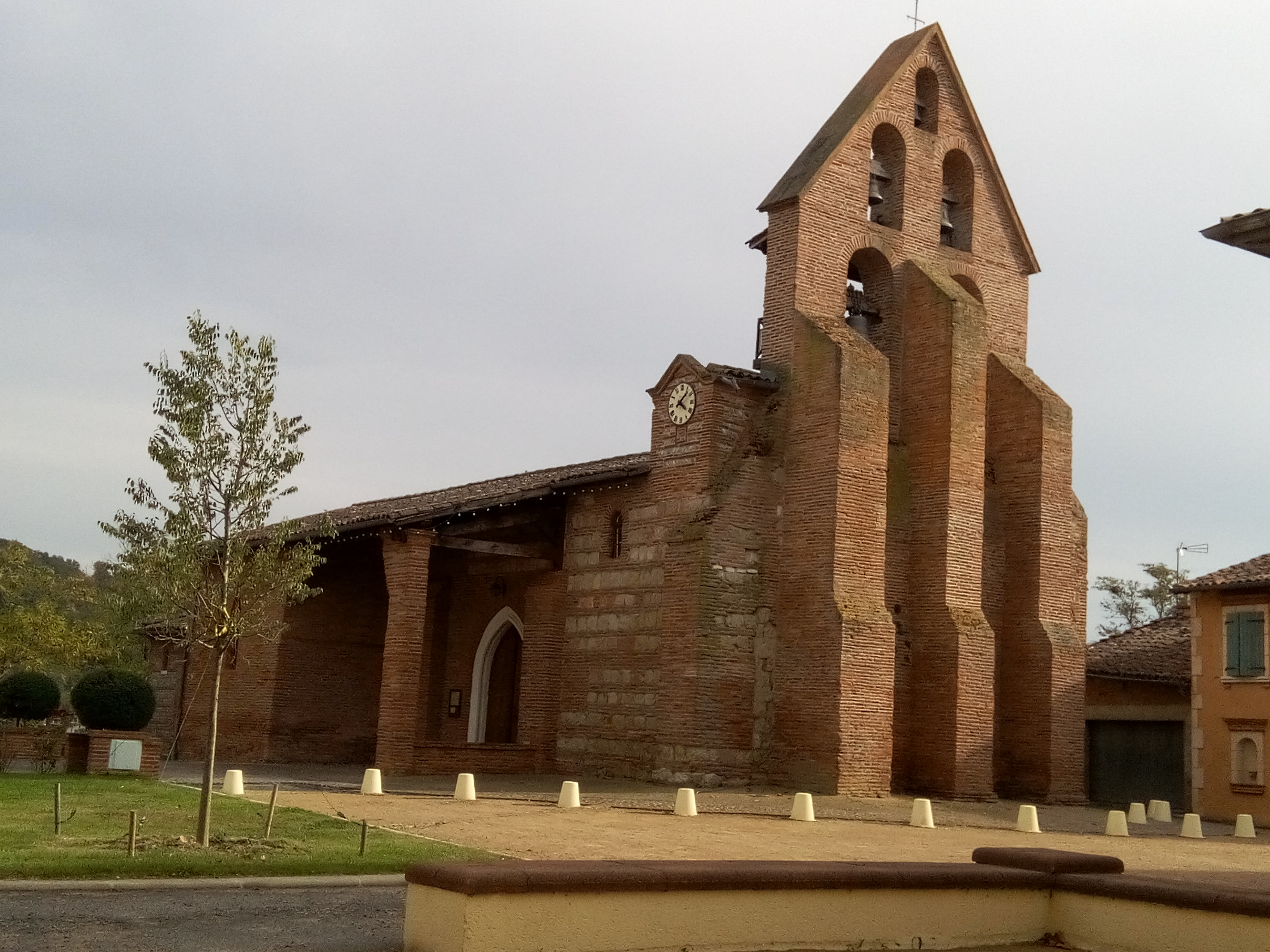
Église Saint-Julien

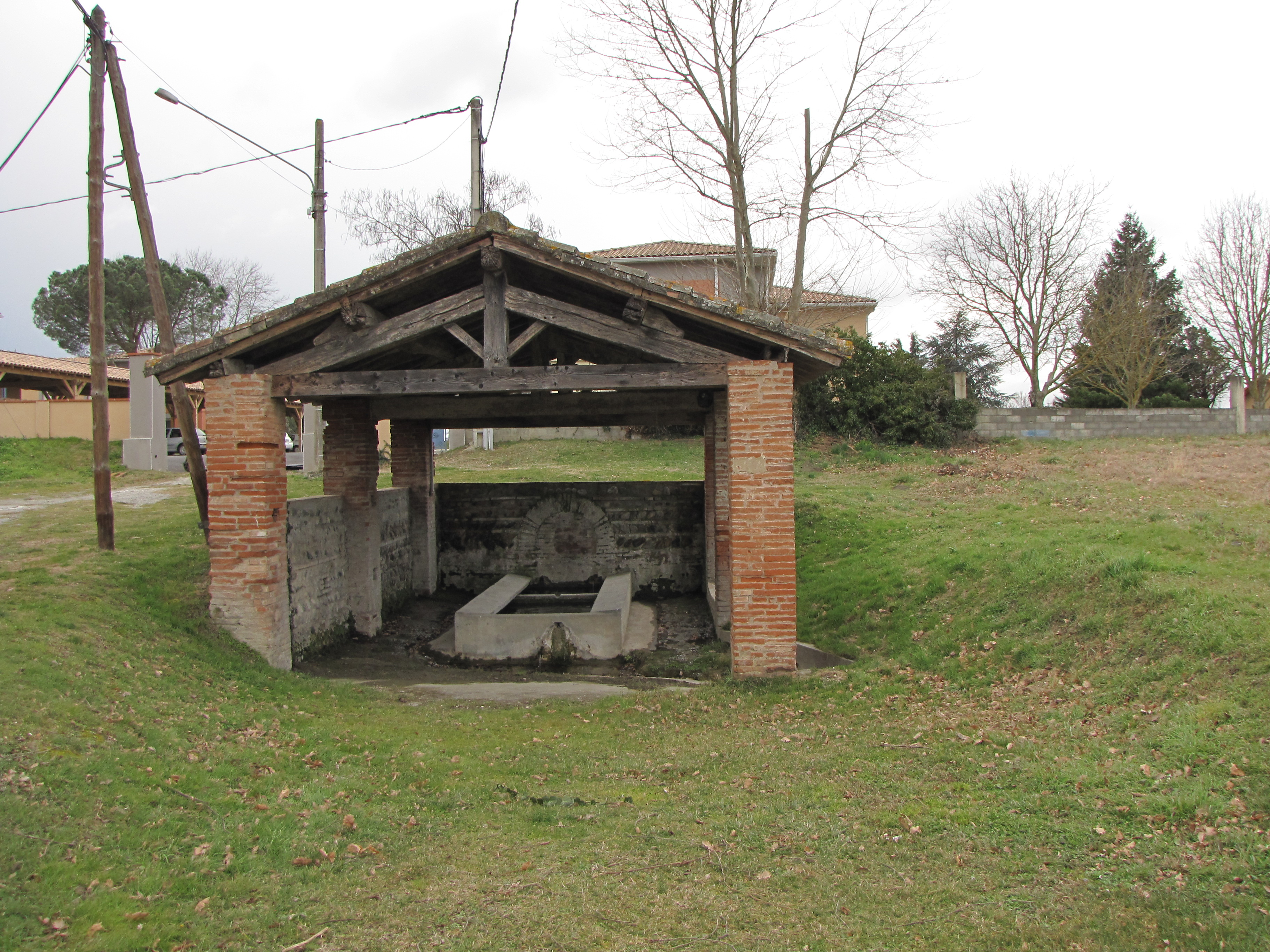
Ancien lavoir.

- L'église Saint-Julien, à clocher mur.
- Le monument aux morts.
- Lavoir.
- Chapelle Notre-Dame de l'Aouach.

### Personnalités liées à la commune
- Honoré Leygue
- Claude Campagne

## Pour approfondir